# Дорога в пустоту (телесериал)
Дорога в пустоту — российско-украинский телесериал производства компании «Intra Communications, Inc.» и «FILM.UA», снятый режиссёром Анной Гресь в 2012 году. Премьера была на канале «Интер» (Украина), позже был показан по «Первому каналу» (Россия). В главных ролях снялись российские актеры Светлана Смирнова-Марцинкевич и Кирилл Жандаров.

## Сюжет
1989 год. Марина Бурцева живёт с отцом в рыбацком посёлке в глубинке большой советской страны. Её отец Александр ломается под ударами судьбы — смерть жены, потеря работы — и спивается от горя и бесперспективности.
Однажды к ним в гости приезжает Николай, дядя Марины, кооператор из Ленинграда. Посетовав, что не смог побывать на похоронах сестры, решает её помянуть — выпивает с зятем, после чего едет с ним порыбачить. Они знают, что в тех местах запрещено рыбачить, но тем не менее, решаются ради наживы. В результате попадают под обстрел и едва не погибают. Моторная лодка Александра уничтожена.
Николай предлагает Александру денег, а в обмен — отдать Марину ему, объяснив это тем, что он её устроит на работу и выведет в люди. Александр сначала колеблется, затем соглашается.
Николай увозит Марину с собой. В поезде дядя с племянницей выпивают, и он пытается её изнасиловать, но она отбивается и убегает. Проводница Нина Петровна запирает её у себя в бытовке, а разбушевавшегося Николая — в его купе. По прибытии на станцию назначения Нина Петровна дает Николаю внушение и грозит милицией. Тот тоже пытается найти понимание у находящегося рядом стража порядка, но в результате удаляется восвояси.
Нина Петровна приводит Марину к себе домой переночевать, а на следующий день отправляет на проходящем поезде в посёлок.
Вернувшись домой, Марина находит отца и понимает, что вернулась зря. Через некоторое время Марина снова оказывается дома у Нины Петровны. Одинокая добрая женщина оставляет её у себя и помогает устроиться на работу в сберкассу.
Вскоре Марина знакомится с соседской девушкой Катей и её друзьями — местной шпаной. После вылазок на природу и в кафе Валет, главный в компании, требует с Марины крупную сумму за шашлыки и кафе. Марина говорит, что у неё нет денег, на что Валет предлагает ей заработать на передаче курительной травы. Марина соглашается, но Валет после этого обвиняет её в жульничестве, в результате чего её долг серьезно возрастает. Валет предлагает ещё один способ — помочь в ограблении квартиры Нины Петровны. Марине ничего не остается делать, как дать Валету ключ.
В результате Марина оказывается в милиции. Нина Петровна, догадавшись, в чём дело, отказывается от претензий к девушке, и ту освобождают. Но Валет и его приятели не оставляют её в покое — заявляют, что украденные вещи не представляют ожидаемой ценности, и предлагает ещё один вариант — дать ключ от сберкассы, иначе Марине одна дорога — в проститутки.
Марину спасает проходивший мимо киноактер Глеб в милицейской форме, которого она и Валет приняли за милиционера. Они знакомятся, и Марина уверена, что встретила свою любовь. Но счастье обрывается, не успев начаться. Товарищ Глеба сообщает Марине о его гибели. Та уходит в депрессию, а через некоторое время узнает, что ждёт ребёнка.
Спустя ещё какое-то время Марина смотрит телепередачу про актеров, в одном из которых узнаёт Глеба. И узнаёт, что он на самом деле был актёром и живёт в Ленинграде.
Марина не хочет верить, что он её обманул. Она решает поехать в Ленинград и поговорить с ним. Нина Петровна не одобряет её решения. Коллеги по сберкассе — тоже.
Тогда Марина крадет деньги из кассы и едет в Северную столицу, где узнаёт адрес Глеба. Дверь ей открывает его тёща — Лия Карловна. Выслушав рассказ Марины, Лия Карловна вывозит девушку за город, объясняет ситуацию, просит не разрушать семью Глеба и её дочери Светланы и предлагает Марине денег. Та отказывается. Лия Карловна настаивает. Неожиданно Марина спотыкается, падает под откос и ударяется головой о камень. Лия Карловна пугается и немедленно уезжает, отдав деньги водителю — за молчание.
На следующее утро Марину находят дальнобойщики и отправляют в больницу. Там она узнаёт, что потеряла ребёнка и, возможно, больше никогда не сможет иметь детей. Из больницы Марина попадает в колонию за кражу.
Глеб, женившийся по расчету на дочери депутата, становится управляющим двух кооперативных магазинов, которые открыл его тесть, Леонид Иванович, член партактива и очень влиятельный человек. Вместе с тем Леонид Иванович знакомит Глеба с Андреем и Сергеем, представителями местного рэкета, ставшими их "крышей".
Тем временем Глеб тайно крутит роман с бухгалтером, Людмилой Сергеевной. Она старше его, при этом давно и прочно замужем, и рассматривает их роман чисто как мимолетное увлечение, ни к чему не обязывающее. Глеб же не готов к глубоким отношениям ни с кем, в том числе и со своей женой Светланой, и даже став отцом маленькой Наташи, своей позиции не изменил — ребенок ему был не нужен. Светлане, впрочем, тоже не особенно — она родила Наташу только потому, что врач ей поставил ультиматум — или она рожает этого ребенка, или не рожает вообще. Более того, после пополнения в семействе Глеб стал раздражительным. Дошло до конфликта, в ходе которого он ударил жену. Леонид Иванович отчитал зятя, но тот не сделал из этого никаких выводов.
1991 год. СССР распался, КПСС распущена. Леонид Иванович теряет работу и почти все привилегии. Глеб поняв, что остался единственным кормильцем в семье, стал появляться дома всё реже и через некоторое время снова избил жену — только за то, что та поймала его с любовницей.
Заплаканная Светлана вернулась на дачу к родителям, и исполненный праведного гнева Леонид Иванович, несмотря на состояние алкогольного опьянения, садится в машину, берёт с собой Светлану и едет выгонять Глеба из квартиры. По дороге они попадают в автокатастрофу.
После гибели тестя и жены Глеб пускается во все тяжкие, при этом не упуская повода поиздеваться над убитой горем тещей. Доведенная до отчаяния Лия Карловна открывает конфорки на плите и пытается взорвать себя вместе с зятем. Тот запирает её в психбольнице.
Марина отбывает срок в колонии. В её нудную, однообразную, но размеренную жизнь врывается огромная, как борец сумо, рецидивистка Маня Пятак, положившая на Марину свой озабоченный глаз. Отношения между ними накаляются до предела. Иван Иванович, начальник колонии, симпатизируя Марине, пытается спасти девушку и переводит её на поселение — работать библиотекарем. После этого Иван Иванович пытается построить отношения со своей подопечной, но после совместного разбирательства при участии Марины и собственной жены прекращает поползновения.
1994 год. Марина выходит из колонии и первым делом едет в Санкт-Петербург, где направляется по знакомому адресу. От консьержки она узнает, что Леонид Иванович и Светлана погибли, Лия Карловна лежит в больнице, а Глеб женился во второй раз. Марина навещает Лию Карловну. Та подтверждает полученные сведения и умоляет Марину отомстить — и за себя, и за их семью.
Марина едет к Нине Петровне. Добрая женщина снова позволяет ей жить у себя, посоветовав забыть обо всем и начать новую жизнь. Марина соглашается и пытается найти работу. Через некоторое время она встречает Катю, приехавшую в гости к родителям, и узнает, что та работает в Санкт-Петербурге. Катя предлагает Марине уехать. Та колеблется, но поддается на уговоры.
1995 год. Марина работает официанткой в ресторане. Спустя некоторое время за ней начинает ухаживать владелец ресторана, Дмитрий Дроздовский. В одном из его охранников Марина узнает Петра, своего бывшего одноклассника.
Катя собирает досье на Глеба с целью отомстить ему за подругу. Марина против этого шага, требует от Кати забыть обо всем этом, но Катя неотступна. Через своего знакомого, бывшего милиционера, Катя узнаёт, что Глеб снова женился, снова на дочери влиятельного человека, но при этом продолжает ходить "налево". С помощью скрытой камеры друг записывает компрометирующее видео, передаёт его Кате, после чего та, через другого своего знакомого, работающего на телевидении, пускает это в эфир одного из каналов, в результате чего от Глеба уходит жена. Марина, обидевшись, съезжает на другую квартиру.
Глеб выясняет, кто его подставил, и, узнав адрес Кати, приходит к ней. Та пугается и выпрыгивает из окна. Узнав о гибели подруги, Марина все-таки решает отомстить Глебу. Она выходит замуж за Дроздовского и начинает управлять ресторанными делами.
1996 год. Дроздовский попадает в тюрьму по делу своего бизнеса. Марина ведет бизнес самостоятельно, параллельно разрабатывает план мести, загоняя Глеба в безвыходное положение. В результате её плана Глеб полностью разорён, при этом погибают два человека — Пётр, охранник, и Камилла — стриптизёрша, нанятая Мариной для исполнения роли богатой невесты. Глеб скрывается в неизвестном направлении.
1999 год. Марине звонит знакомый врач, приглашая её приехать в Приозерск, в хоспис. Там Марина встречает Глеба, который уже при смерти. Оказалось, что Глеб подался бомжевать, и в конце концов заболел раком и на последней стадии попал в хоспис. Глеб рассказывает Марине о своих жизненных ошибках, упрекает её за то, что она мстила за несчастный случай, и предлагает ей забрать из детдома его дочь.
Марина удочеряет Наташу и везёт её домой, куда перед этим забрала и Нину Петровну. Все вместе встречают Новый год…

## В ролях
- Светлана Смирнова-Марцинкевич — Марина Бурцева
- Кирилл Жандаров — Глеб Семенов, актёр, далее кооператор
- Александра Тюфтей — Катя Белоглазова, подруга Марины
- Наталья Суркова — Нина Петровна, проводница
- Борис Каморзин — Леонид Иванович Зуйков, депутат, тесть Глеба
- Алла Масленникова — Лия Карловна Зуйкова, теща Глеба
- Евгений Ефремов — Иван Иванович Седых, начальник оперчасти в колонии
- Юрис Лауциньш — Александр Бурцев, отец Марины
- Тимофей Трибунцев — Николай, дядя Марины
- Михал Жебровский — Дмитрий Геннадьевич Дроздовский, бизнесмен
- Петр Томашевский — Петя Островерхов, бывший одноклассник Марины